# Foundations of Real‑World Economics
Foundations of Real‑World Economics: What Every Economics Student Needs to Know ist ein Buch von John Komlos aus dem Jahr 2019, in dem er argumentiert, dass die Turbulenzen des 21. Jahrhunderts, zu denen die Dotcom-Blase, die Finanzkrise von 2007, der Aufstieg des Rechtspopulismus, die Covid-Pandemie, und zahlreiche Kriege gehören, nicht angemessen von der konventionellen Wirtschaftswissenschaft verstanden werden können, die auf den Ideen des 20. Jahrhunderts beruht.

## Überblick zum Buch
Das Buch beschreibt die Situation derjenigen, die durch die Wirtschaftspolitik der neoliberalen Wirtschaftsexperten geschädigt wurden. Es kritisiert diejenigen, die für Steuersenkungen und die Minimierung der Staatseinnahmen eintraten, diejenigen, die die Deregulierung unterstützten, die im Zusammenbruch von 2008 gipfelte, und diejenigen, die für die Hyperglobalisierung eintraten, die zum Rostgürtel und dem Aufkommen von Unzufriedenheit führte.
Der Text bietet einen Einblick in die Art und Weise, wie die Wirtschaft für den typischen Menschen tatsächlich funktioniert, und nicht, wie Akademiker sie sich in den Klassenzimmern vorstellen. Er präsentiert eine alternative Perspektive auf die Wirtschaft; er zeigt, dass das Modell des rationalen Agenten des Homo Oeconomicus in der realen Welt nicht funktioniert. Es zeigt, dass Oligopole eine viel bessere Beschreibung der heutigen multinationalen Megakonzerne sind als der vollständigen Konkurrenz.
Komlos zeigt, wie irreführend es ist, vereinfachte Modelle auf die wirkliche Welt anzuwenden. Das Buch enthält Beiträge von Kahneman zur Verhaltensökonomie, von Galbraith über die Notwendigkeit einer Gegenmacht, von Case & Deaton über den Tod der Verzweiflung, von Minsky über finanzielle Instabilität, von Krugman über die neue Handelstheorie, von Rawls über Gerechtigkeit, von Stiglitz über die Aushöhlung der Mittelklasse, von Simon über Begrenzte Rationalität und von Veblen über Prestigekonsum. Das Buch setzt sich für eine humanistische Wirtschaftswissenschaft und für einen Kapitalismus mit einem menschlichen Gesicht ein.
Bis jetzt wurde das Buch ins Russische, Deutsche, Ungarische, Rumänische, und Chinesische übersetzt.